# Saint-Jean-de-Tholome
Saint-Jean-de-Tholome település Franciaországban, Haute-Savoie megyében. Lakosainak száma 1157 fő (2022. január 1.). Saint-Jean-de-Tholome Ayse (település), Bonneville, Faucigny, Peillonnex, Saint-Jeoire és La Tour községekkel határos.

## Népesség
A település népessége az elmúlt években az alábbi módon változott:
| Lakosok száma | 884  | 947  | 1006 | 990  | 1004 | 1007 | 1057 | 1107 | 1157 |
|               | 2013 | 2015 | 2016 | 2017 | 2018 | 2019 | 2020 | 2021 | 2022 |